# Ітан Ембрі
Ітан Ембрі (англ. Ethan Embry; нар. 13 червня 1978) — американський актор, найбільш відомий за головними ролями у фільмах «Датч», «Все, що я хочу на Різдво», «Те, що ти робиш!», «Не можу дочекатися» і «Стильна штучка».

## Біографія
Ітан Ембрі почав зніматися у віці 12 років і спочатку (впродовж 1991—1995 років) був зазначений у титрах як Ітан Ренделл. Після дебюту у фільмі «Захищаючи твоє життя» (1991) він знявся в кількох фільмах, зокрема «Датч» (1991), «Все, що я хочу на Різдво» (1991), «У полоні пісків» (1993), «Empire Records» (1995), «Те, що ти робиш!» (1996), «Канікули у Вегасі» (1997) і підлітковій комедії «Не можу дочекатися» (1998).
2002 року виконав одну з головних ролей у фільмі «Стильна штучка» з Різ Візерспун у головній ролі.
У 2006—2008 роках виконував роль поліцейського штату Род-Айленд у телесеріалі «Brotherhood».
2013 року зіграв роль Грега Менделла в телесеріалі «Якось у казці».
2015 року зіграв гостьову роль Картера в телесеріалі «Ходячі мерці».
2018 року Ембрі зіграв невелику роль астронавта другого плану у фільмі Дам'єна Шазеля «Перша людина».
2022 року знявся у фільмі «Зникла».

## Особисте життя
1998 року одружився з акторкою Амеліндою Сміт. Вони розлучилися в 2002 році. У них одна спільна дитина.
17 липня 2005 року одружився з акторкою Санні Мабрі. У 2012 році Мабрі подала на розлучення, пославшись на непримиренні розбіжності, але 2013 року Ембрі та Мабрі знову почали зустрічатися, а в червні 2015 року знову одружилися.

## Нагороди
1991 року отримав премію молодому актору Young Artist Award за найкращу головну чоловічу роль у фільмі «Датч».
1992 року був номінований на премію молодому актору Young Artist Award за найкращу головну чоловічу роль у фільмі «Все, що я хочу на Різдво».

## Фільмографія
| Рік  |   | Українська назва             | Оригінальна назва                 | Роль                      |
| ---- | - | ---------------------------- | --------------------------------- | ------------------------- |
| 1991 | ф | Захищаючи твоє життя         | Defending Your Life               | Стів                      |
| 1991 | ф | Датч                         | Dutch                             | Дойл Стендіш              |
| 1991 | ф | Все, що я хочу на Різдво     | All I Want for Christmas          | Ітан О’Феллон             |
| 1993 | ф | У полоні пісків              | A Far Off Place                   | Гаррі Вінслоу             |
| 1995 | ф |                              | Empire Records                    | Марк                      |
| 1996 | ф | Те, що ти робиш!             | That Thing You Do!                | «Басист» Тобі, бас-гітара |
| 1996 | ф | Білий шквал                  | White Squall                      | Трейсі Лапчик             |
| 1997 | ф | Канікули у Вегасі            | Vegas Vacation                    | Расті Грізволд            |
| 1998 | ф | Монтана                      | Montana                           | Джиммі                    |
| 1998 | ф |                              | Dancer, Texas Pop. 81             | "Білка"                   |
| 1998 | ф | Не можу дочекатися           | Can't Hardly Wait                 | Престон Меєрс             |
| 1998 | ф | Непристойна поведінка        | Disturbing Behavior               | Аллен Кларк               |
| 2001 | ф | Приземлення Ренні            | Rennie's Landing                  | Тревор Логан              |
| 2002 | ф | Стильна штучка               | Sweet Home Alabama                | Боббі Рей                 |
| 2002 | ф | Вони                         | They                              | Сем Бернсайд              |
| 2003 | ф | У пастці часу                | Timeline                          | Джош Стерн                |
| 2004 | ф | Гарольд і Кумар відриваються | Harold & Kumar Go to White Castle | Біллі Карвер              |
| 2005 | ф | Стоячи на місці              | Standing Still                    | Донован                   |
| 2007 | ф | Вакансія на жертву           | Vacancy                           | Механік                   |
| 2008 | ф | Орлиний зір                  | Eagle Eye                         | Тобі Гранд                |
| 2018 | ф | Перша людина                 | First Man                         | Чарлз Піт Конрад          |
| 2022 | ф | Зникла                       | Last Seen Alive                   | Наклз                     |
| 2026 | ф | Крик 7                       | Scream 7                          |                           |